# Seruaeterate

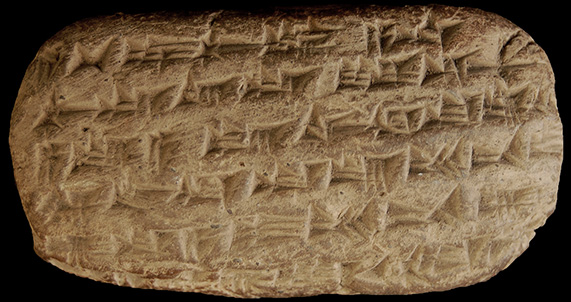
Carta de Seruaeterate, por volta de, para a esposa de seu irmão mais novo Assurbanípal, Libali-Sarrate, na qual ela a repreende por não ter feito o dever de casa

Seruaeterate ou Seruaetirate (em acádio: Šērū'a-ēṭirat ou Šeru'a-eṭirat,; lit.  "Serua é quem salva"), chamada Saritrá em textos aramaicos posteriores, foi uma antiga princesa assíria da dinastia sargônida, a filha mais velha do rei Assaradão e a irmã mais velha de seu filho e sucessor Assurbanípal. Ela é a única das filhas de Assaradão a ser conhecida pelo nome e as inscrições listando as crianças reais sugerem que ela superou vários de seus irmãos, como seu irmão mais novo, Assurmuquimpaleia, mas ficou abaixo dos príncipes herdeiros Assurbanípal e Samassumauquim. Sua importância poderia ser explicada por ela ser possivelmente a mais velha de todos os filhos de Assaradão.
Embora ela seja mencionada em várias inscrições reais, ela é mais conhecida por sua carta datada de c. 670 a.C. para a esposa de Assurbanípal (sua cunhada) Libalisarrate em que ela lembra a futura rainha que Seruaeterate a supera por ser filha de um rei e também a repreende por não fazer seu dever de casa. Seruaeterate viveu no reinado de Assurbanípal e seu destino final é desconhecido. Em uma história aramaica posterior, ela desempenha um papel central na tentativa de negociar a paz entre Assurbanípal e Samassumauquim na véspera de sua guerra civil em c. 652 a.C. e desaparecendo após Assurbanípal matar seu irmão.

## Biografia
Assaradão, que reinou como rei da Assíria de 681-669 a.C, teve várias filhas, mas Seruaeterate é a única conhecida pelo nome - que frequentemente aparece em inscrições contemporâneas. Pelo menos uma outra filha, embora sem nome, é conhecida nas listas dos filhos reais e Seruaeterate é explicitamente designada como a "filha mais velha", o que significa que teria havido outras princesas. Como as listas de filhos reais são inconsistentes em ordem, é difícil determinar a idade de Seruaeterate em relação a seus irmãos homens. Ela geralmente é listada após os príncipes herdeiros Assurbanípal (que herdaria a Assíria) e Samassumauquim (que herdaria a Babilônia), mas à frente dos irmãos mais novos Assurmuquimpaleia e Assuretelsameersetimubalissu. Como tal, ela parece ter classificado em terceiro lugar entre os filhos reais, apesar de haver mais de dois filhos. Ela era mais velha do que Assurbanípal e uma teoria em relação ao seu status elevado é que ela pode ter sido a mais velha dos filhos de Assaradão.
O nome de Seruaeterate está listado entre os nomes de seus irmãos em um documento sobre os alimentos e os presentes potenciais da celebração do Ano Novo e ela também foi nomeada em uma doação de Assurbanípal. Ela também aparece em um relatório médico sobre a família real de 669 a.C.. Ela é conhecida por ter realizado sacrifícios ao deus Nabu junto com as crianças do sexo masculino e por ter estado presente em eventos e banquetes cerimoniais ao lado de seus irmãos do sexo masculino. Ela também aparece em um texto do reinado de Assaradão ou Assurbanípal, onde Nabunadinsumi, o exorcista chefe da Babilônia, escreve à princesa para dizer que está orando por seu pai e por ela.